# Académie péruvienne de la langue
L’Académie péruvienne de la langue (en espagnol : Academia Peruana de la Lengua) est une institution qui regroupe des académiciens et spécialistes de la langue espagnole au Pérou. Elle est une branche de l'Association des académies de la langue espagnole, laquelle réunit toutes les académies hispanophones à travers le monde.
Son président actuel est Marcos Martos Carrera, professeur agrégé et doyen de la faculté des lettres et sciences humaines à l'université nationale principale de San Marcos.
Elle fut créée le 5 mai 1887 à Lima par l'initiative de l'écrivain péruvien Ricardo Palma. Cependant, elle ne commence ses activités qu'après la guerre du Pacifique qui dura cinq ans.
Ricardo Palma, deuxième président et directeur de l'académie, était un défenseur acharné des péruanismes. Dans ses livres Papeletas lexicográficas et Neologismos y americanismos, il décrit la situation et les nouveaux termes de la langue espagnole au Pérou.
L'Académie fut présidée par le poète et linguiste Luis Jaime Cisneros de 1991 à 2005.

## Liste de membres

### Membres actuels
- M. Estuardo Núñez
- M. Francisco Miró Quesada Cantuarias
- Mme Martha Hildebrandt (secrétaire perpétuelle jusqu'en 2005)
- M. Mario Vargas Llosa
- M. Carlos Germán Belli
- M. José A. de la Puente Candamo
- M. Enrique Carrión Ordóñez
- M. José Luis Rivarola
- M. Manuel Pantigoso Pecero
- M. Rodolfo Cerrón Palomino
- M. Jorge Puccinelli Converso
- M. Javier Mariátegui
- M. Gustavo Gutiérrez
- M. Fernando de Trazegnies Granda
- M. Fernando de Szyszlo
- M. José León Herrera
- M. Marco Martos Carrera - Président de l' Académie de 2006 à 2014 et depuis 2018[1].
- M. Ricardo González Vigil
- M. Edgardo Rivera Martínez
- M. Ricardo Silva Santisteban - Président de l'Académie de 2014 à 2017.
- M. Ismael Pinto Vargas
- M. Eduardo Francisco Hopkins Rodríguez
- M. Salomón Lerner Febres
- M. Luis Alberto Ratto
- M. Alberto Varillas Montenegro
- M. Camilo Rubén Fernández Cozman